# Innovation
En innovation är en ny idé, till exempel i form av en produkt, lösning, affärsidé, tjänst, kemisk formel, matematisk metodik eller teknik som visar sig lovande eller fungerar. Den har inte tänkts ut tidigare av någon annan officiellt. Innovation kommer av latinets innovare, som betyder "att förnya". En innovation är resultatet av en utvecklingsprocess och kreativt tänkande, oftast under en längre tid.

## Innovation som ny betydelse
Ett annat sätt att definiera innovation är som något principiellt nytt som också vunnit insteg på en marknad eller i samhället i övrigt. Till innovationer brukar också nya fenomen räknas i de fall de kan anses vara betydelsefulla på något sätt. En definition av innovation i linje med dessa två sistnämnda aspekter skulle då bli följande: "En innovation är något originellt och principiellt nytt av betydelse – inom vilket område som helst – som vinner insteg i ett samhälle.”
Att använda ett existerande föremål på ett nytt sätt kan vara en innovation. Att tillverka en existerande produkt i ett annat material än tidigare kan räknas som en innovation. För att kunna patentera en idé, krävs att idén är nyskapande. Ikeas sätt att förpacka monteringsfärdiga möbler i platta paket är ett exempel på en framgångsrik innovation.

## Olika typer av innovationer
En vanlig begreppsbild av innovation definieras i Oslo-manualen från OECD (1997). Manualen skiljer mellan process-, produkt- och organisationsinnovationer. 
- Processinnovationer uppstår då en produkt (vara eller tjänst) kan produceras med mindre resurser eller lägre kostnader.
- Produktinnovation innebär en förbättring av en existerande produkt (vara eller tjänst) eller utveckling av en ny produkt. Produktinnovationer i en organisation leder ofta även till processinnovationer i en verksamhet.
- Organisationsinnovationer är nya former av organisationer till exempel att gå från en klassisk linje/stabsfunktion till en mera process-styrd organisation.

Den exakta definitionen i Oslo-manualen lyder: "An 'innovation' is the implementation of a new or significantly improved product (good or service), or process, a new marketing method, or a new organisational method in business practices, workplace organisation or external relations."
Också metoder kan vara innovationer. Exempelvis Richard Fosburys "flop-stil" som revolutionerade höjdhoppet efter OS 1968 och Jan Boklövs "V-stil" som förändrade backhoppningen.

### Radikala innovationer
Innovationsforskningen skiljer på radikala och inkrementella innovationer. Radikala (eller omstörtande) innovationer skapar fundamentala förändringar i aktiviteter och beteenden inom en organisation eller bransch. Många radikala innovationer minskar värdet av tidigare kunskap och ökar osäkerheten inom en organisation eller bransch. 

### Inkrementella innovationer
Inkrementella innovationer innebär små förändringar och förstärker snarare tidigare kunskap inom en organisation. Joseph Schumpeter menade att radikala innovationer medförde en nödvändig nedbrytning av existerande strukturer. Han kallade detta för kreativ förstörelse. Schumpeter ansåg att samtidigt som innovation är nödvändig för nya utvecklingssteg, görs existerande kunskap och struktur mindre värdefull genom att nya kunskaper och strukturer utvecklas. En radikal innovation kan vara införandet av e-mail. E-posten ledde till förändringar i beteenden och hur arbetet organiseras. En inkrementell innovation kan vara en magnettavla som ersätter en vanlig anslagstavla med häftstift. Bytet förenklar, men ändrar inte beteendet. Ett annat exempel är den elektroniska räknedosan som var överlägsen mekaniska räknemaskiner både i pris och prestanda. Kunskapen om hur man använder en mekanisk räknemaskin och hur man tillverkar en mekanisk räknemaskin blev mindre efterfrågad. Beteendet ändrades. Tillverkare slogs ut, exempelvis Facit.

### Omstörtande innovationer
Omstörtande innovationer är en översättning av det engelska begreppet "Disruptive Innovation". Begreppet introducerades av Clayton Christensen i boken The Innovator's Dilemma: When New Technologies Cause Great Firms to Fail. Omstörtande innovationer kommer in på marknaden "nedifrån", och är enklare och billigare än den etablerade teknologin. Ett exempel är hur minidatorer konkurrerade ut stordatorer och hur minidatorn sen blev utkonkurrerad av PC-datorer.

## Upptag av innovationen

Diagram över en innovations spridning efter Everett Rogers (1962).

Begreppsapparaten runt diffusionsteorier inom innovation formulerades första gången av Everett Rogers år 1962 i boken Diffusion of Innovations. Han definierar där begreppet innovation som en idé, handlande eller ett objekt som av en individ eller en organisation betraktas som ny. Innovationen behöver alltså inte vara ny i en objektiv mening. Rogers kategoriserade användarna av en ny innovation enligt följande, baserat på hur snabbt de tar till sig den nya innovationen.
- ”Innovators” ("innovatörer") (2,5 % av en population) är de första att ta till sig en ny innovation. De är ofta benägna att ta risker, är välutbildade och har intresse av att följa utvecklingen.

- ”Early adopters” ("tidiga brukare") (13,5 %) är den andra gruppen att ta till sig en ny innovation. De är ofta välutbildade och så kallade opinionsledare.

- ”Early majority” ("tidig majoritet") (34 %) tar till sig nya idéer strax före genomsnittsindividen. Den tidiga majoriteten utgör en viktig länk för en adoption av en innovation.

- ”Late majority” ("sen majoritet") (34 %) är skeptiska och traditionalistiska. Deras antagande av en innovation sammanhänger ofta med ekonomiska skäl eller av de upplevda påtryckningar som uppstått genom att så många antagit innovationen.

- ”Laggards” ("eftersläntrare") (16 %) är de som sist tar till sig en ny innovation. De karaktäriseras som isolerade individer med få nätverk.

Rogers tillämpar normalfördelning av tiden från en marknadsintroduktion till adoption i en population bestående av användare av en innovation, vilket innebär att individerna oberoende av varandra fattar beslut om adoption. Detta antagande är då inte helt tillämpligt eftersom ett antagande om oberoende mellan individer sällan kan göras.
Rogers menade vidare i sin bok att det finns fem steg längs en tidsaxel för att beskriva hur en innovation sprids till en individ eller organisation. Denna modell är allmänt använd som "Rogers modell". Här kommer också begreppet adoption in, det vill säga mottagarens (användarens) process för att ta emot innovationen som ska spridas.
- Steg 1 – kunskap (Knowledge): Att mottagaren lär att innovationen existerar och dess funktion (vilket problem den löser).

- Steg 2 – övertygande (Persuasion): Processen där mottagaren intar en positiv eller negativ attityd till innovationen.

- Steg 3 – beslut (Decision): Mottagarens beslut att ta till sig eller avstå från innovationen (köp, införande av en idé och så vidare).

- Steg 4 – implementering (Implementation): Mottagaren sätter innovationen i bruk och börjar försöka utnyttja dess värden.

- Steg 5 – bekräftelse (Confirmation): Det slutliga steget där mottagaren bekräftar innovationsbeslutet (eller har beslutat sig för att ta innovationen ur bruk igen).

Enligt den definition av ordet innovation som används i ingressen till denna artikel, är en innovation en fullständig innovation först när mottagaren använder innovationen fullt ut (efter steg 5). Innan dess borde den kallas "uppfinning" eller "ny idé".
Frank Bass bidrog till diffusionsbegreppet när han 1969 publicerade en matematisk prognosformel för att beskriva diffusion av innovation. Bass menade att en innovation sprids genom kontakter och kommunikation mellan användare och potentiella användare. Begreppen som Bass använde var innovatörer (innovators) för de tidiga användarna och imitatörer (imitators) för de användare som kommer senare.

## Innovationsprocessen
Innovationsprocessen är den process som börjar med en idé och slutar med en innovation. I praktiken är denna process mycket sällan linjär. Moderna innovationsstudier bygger istället på det grundläggande antagandet om innovationsprocessen som interaktiv. De flesta innovationer uppstår genom lärandeprocesser där en mängd olika aktörer, individer såväl som organisationer, är inblandade på olika sätt. Avgörande genombrott sker inte nödvändigtvis vid forskningsinstitutioner eller i företags utvecklingsavdelningar; de kan lika gärna uppkomma i produktions- eller brukarledet.
Processen är alltså inte rak och sekventiell, utan genomsyras av en mängd överlappande och svårförutsägbara delprocesser. Kunskapsuppbyggnad utgör naturligtvis en viktig delprocess, men andra exempel på betydelsefulla delprocesser är produktutveckling, finansiering och påverkan på efterfrågesidan (exempelvis genom så kallad ’public procurement’, alltså offentlig upphandling av ännu inte existerande produkter). 
Innovationer som bygger på nya teknologier utvecklas i takt med att de olika teknologierna mognar. Detta tar i de flesta fall många år, från grundforskning, tillämpad forskning, teknisk verifiering och demonstration innan produktutveckling med efterföljande produktion kan ske. Inom forskningsintensiva verksamheter används teknikmognadsnivåer Technology Readiness Level för att bekräfta vilka aktiviteter som behövs för att implementerar forskningsresultaten i nya produkter/processer.
Idag är det i princip omöjligt för ett enskilt företag att upparbeta och rymma alla för innovationsprocessen nödvändiga kompetenser inom organisationen. Istället är de hänvisade till olika former av samarbeten med utomstående aktörer, såväl företag som andra typer av organisationer (exempelvis universitet) och enskilda individer. Av detta skäl har alltmer intresse under de senaste decennierna riktats mot det som i litteraturen benämns innovationssystem.

## Innovationssystem
Begreppet innovationssystem lanserades i slutet av 1980-talet av Christopher Freeman vid Sussex University och vidareutvecklades av bland andra den svenske ekonomen Bengt-Åke Lundvall (verksam vid Ålborgs universitet i Danmark) under första halvan av 1990-talet. I boken Systems of Innovation: Technologies, Institutions, and Organizations (Edquist, 1997) presenteras olika perspektiv på innovationssystem, illustrerade med empiriska studier från olika delar av världen. Andra centrala böcker är National Systems of Innovation: Towards a Theory of Innovation and Interactive Learning (Lundvall, 1992), Regional Innovation Systems: The Role of Governance in a Globalized World (Cooke, Heidenreich och Braczyk, 2004), Sectoral Systems of Innovation: Concepts, Issues and Analyses of Six Major Sectors in Europe (Malerba, 2005), samt Small Country Innovation Systems: Globalization, Change and Policy in Asia and Europe (Edquist and Hommen, 2008).
På konkret nivå kan man säga att ett innovationssystem består av en uppsättning aktörer, nätverk och institutioner som är ömsesidigt beroende. Aktörerna brukar delas in i tre undergrupper: 
- produktionsstrukturen (företag)
- kunskapsinfrastrukturen (universitet)
- den stödjande strukturen (offentlig sektor).

Dessa grupper är involverade i en komplex väv av formella och informella nätverk, såväl inom som mellan de olika undergrupperna. Formaliserade nätverkskonstellationer mellan representanter för produktionsstrukturen, kunskapsinfrastrukturen och den stödjande strukturen brukar i litteraturen benämnas triple helix. När det handlar om innovationssystem är det dock inte alltid frågan om formaliserade, funktionella relationer, utan snarare om att dessa tre undergrupper ska fungera i harmoni med varandra och därigenom verka ömsesidigt förstärkande.
Förutsättningarna för uppkomsten av sådan harmoni och ömsesidigt förstärkande relationer mellan de i systemet ingående aktörerna avgörs i hög grad av de samhälleliga institutioner som omger systemet. Med samhälleliga institutioner avses i detta sammanhang de formella eller informella ”regelverk” som styr individers och organisationers agerande. Innovationslitteraturen brukar ofta skilja mellan regulativa, normativa och kognitiva institutioner, även om det samtidigt bör påpekas att dessa i praktiken är sammanvävda. Det institutionella ramverkets påverkan är dubbelriktad, det vill säga det påverkar inte endast aktörernas agerande, utan påverkas också av dessa. Det är framförallt på detta plan som den innovationsstödjande politiken har störst möjligheter att påverka innovationssystemets funktionalitet, vare sig den antar nationellt, regionalt eller sektoriellt fokus.

## Innovationspolitik
Med innovationspolitik avses politiska planer och beslut som syftar till att utveckla innovationsförmågan och innovationssystemets funktion. Det offentliga åtagandet för innovation kan sägas omfatta 
- väl fungerande ramvillkor inom många olika politikområden, såsom forskningspolitik, näringspolitik, utbildningspolitik, handelspolitik och skattepolitik
- offentlig verksamheter som är innovativa och som driver efterfrågan på innovation
- direkta insatser i innovationsprocesser genom ex. finansiella stöd eller rådgivning.[6]

### Innovationspolitik i Sverige
Det finns i Sverige ett stort antal myndigheter och andra offentliga organisationer med ett innovationspolitiskt ansvar.
Vinnova (Verket för innovationssystem) är en svensk statlig myndighet med ansvar för det svenska innovationssystemet. Verket skall enligt regeringens instruktion främja utvecklingen av effektiva svenska innovationssystem inom verksamhetsområdena teknik, transport, kommunikation och arbetsliv. Idag debatteras det dock om innovationssystem verkligen kan konstrueras av en myndighet eller om de endast kan uppstå spontant i samverkan mellan olika aktörer.
Almi Företagspartner är ett svenskt statligt bolag med ansvar att hjälpa bland annat innovatörer med rådgivning och finansiering. Almi Företagspartner finns representerat över hela landet med sina 19 dotterbolag.
Nordiskt innovationscenter (NICe) finansieras av de nordiska länderna, och verkar under Nordisk Ministerråd. NICe initierar och finansierar projekt som stimulerar innovation. Organisationen samarbetar med näringsliv, myndigheter och forskningsområdet över de nordiska gränserna.

## Innovationsforskning i Sverige
Forskning om innovationer, innovationsprocesser och innovationssystem bedrivs vid flera universitet i Sverige. Några av de miljöer som utmärkt sig särskilt under senare halvan av 2000-talet är de centra för innovationsforskning som etablerades år 2004, bland annat med hjälp av finansiellt stöd från Vinnova. Dessa har alla en tydlig profil mot innovationsforskning, men lite olika inriktning inom detta fält. CIRCLE – Centre for Innovation, Research and Competence in the Learning Economy, vid Lunds universitet, är profilerat mot forskning om nationella och regionala innovationssystem, innovationsstödjande politik och kunskapsbaserat entreprenörskap. CESIS – Centre of Excellence for Science and Innovation Studies, vid Kungliga Tekniska högskolan, är inriktat mot innovationssystemforskning med särskilt fokus på den svenska ekonomin.  CIND – Centre for Research on Innovation and Industrial Dynamics, vid Uppsala universitet, är profilerat mot forskning om regionala kluster och lokal arbetsmarknadsdynamik. Handelshögskolan i Stockholms House of Innovation är en stor tvärvetenskaplig satsning på forskning och utbildning kring innovation, digitalisering och entreprenörskap, som möjliggjorts tack vare en stor donation från Erling-Perssons stiftelse. 
Flera universitet har också under de senaste decennierna engagerat sig alltmer aktivt i själva innovationsprocessen genom etablering av så kallade teknologiöverföringsorganisationer (technology transfer organizations). Dessa har som primärt syfte att hjälpa forskare att kommersialisera sina forskningsresultat, alltså att ta steget från idé mot förverkligandet av en konkret tillämpning (t.ex. produkt eller process med ekonomiskt värde). Vid Lunds universitet finns exempelvis organisationen LU Innovation som bland annat hjälper forskare att ansöka om patent, ta fram affärsmodeller och bilda bolag. Liknande organisationer finns vid många andra universitet.